# Eve Libertine
Eve Libertine (née en 1949 sous le nom de Bronwen Lloyd Jones) est une chanteuse et artiste anglaise, connue notamment en tant que membre du groupe anarcho-punk anglais Crass, puis active dans plusieurs projets musicaux et artistiques.

## Biographie
Elle est une des chanteuses du groupe anarcho-punk anglais Crass. Ses œuvres avec le groupe incluent le single « Reality Asylum », ainsi que la plupart des voix du troisième album du groupe, Penis Envy (1981), dont les paroles ont un fort contenu anarcha-féministe. Après la dissolution de Crass en 1984, Libertine travaille avec son fils Nemo Jones, guitariste. Elle suit une formation de chant lyrique et se produit au sein de Crass Agenda (rebaptisé Last Amendment en 2005) et avec Penny Rimbaud, Matt Black, Christine Tobin, Julian Siegel, Ingrid Laubrock, Nabil Shaban et Kate Shortt.
Libertine tient sa première exposition d'œuvres d'art, intitulée Head On, à la galerie 96 Gillespie, Finsbury Park, à Londres, en septembre 2005. Elle conçoit des pochettes d'album pour Christine Tobin et Partisans. Bracketpress publie un ensemble de cartes en édition limitée avec ses illustrations pour collecter des fonds pour Butterfield Green Community Orchard dans le nord de Londres.
En juin 2010, elle lance Listen, Little Man! à Bruxelles. S'appuyant sur les écrits et les recherches de Wilhelm Reich, il s'agit d'une performance semi-improvisée pour voix et générateurs de signaux avec une partition graphique rétroprojetée et défilante. Le 19 novembre 2011, elle fait une apparition en tant qu'invitée au concert The Last Supper de son camarade de groupe Crass, Steve Ignorant, où ils sont rejoints sur scène par Penny Rimbaud.

## Discographie

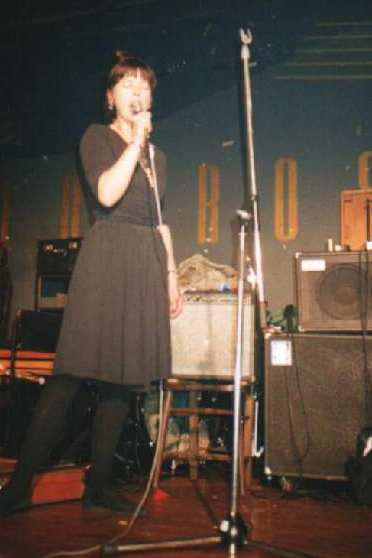
Eve Libertine en concert au club Red Rose, Finsbury Park, Londres, 1991

(voir également la discographie complète de Crass Crass#Discographie )

### Avec Crass
- "Reality Asylum" ( Crass Records, 1979)
- The Feeding of the Five Thousand (Second Sitting) (Crass Records, 1980. Libertine chante sur "Asylum". Ce morceau est absent de la sortie originale de 1978 de cet album sur Small Wonder Records en raison du contenu prétendument blasphématoire des paroles. Il est remplacé par deux minutes de silence intitulées "The Sound of Free Speech")
- Stations of the Crass (Crass Records, 1979. Libertine chante sur "Darling" et "Demo(n)crats" ainsi que sur des morceaux de la section live de l'album)
- " Nagasaki Nightmare" (Crass Records, 1981)
- "Bloody Revolutions" (Crass Records, 1980. Sortie conjointe avec "Persons Unknown" des Poison Girls )
- Penis Envy (Crass Records, 1981. Libertine assure le chant principal sur tous les morceaux à l'exception de "Health Surface" et "Our Wedding")
- Christ the Album (Crass Records, 1982. Libertine assure les chœurs ainsi que les morceaux de la section live de l'album)
- "The Immortal Death" et "Don't Tell Me You Care" (Crass Records, 1982. Face B du single anti- guerre des Malouines "How Does it Feel to be the Mother of 1000 Dead?")
- Yes Sir, I Will (Crass Records, 1983)
- Ten Notes on a Summer's Day (Crass Records, 1986)
- "The Unelected President" (remix 2003 de "Major General Despair" de Christ the Album avec Libertine au chant)

### Post-Crass

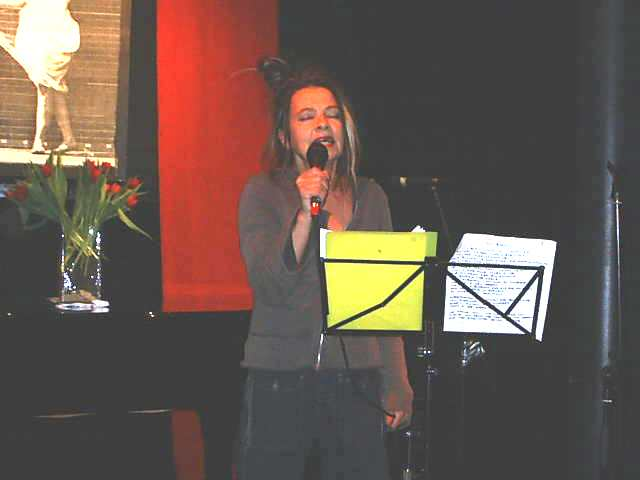
Eve Libertine se produit dans le cadre de Last Amendment au Hackney Vortex Club, janvier 2006

- Acts of Love (Crass Records, 1985, 50 courts poèmes de 1973 de Penny Rimbaud sur des compositions de musique classique )
- Last One Out Turns Off the Lights (Red Herring Records, 1989, interprète des voix multicouches sur un album conceptuel expérimental écrit et composé par A-Soma )
- Skating The Side of Violence (Red Herring Records, 1992, avec Nemo Jones)
- The Death of Imagination - A Musical Drama (Red Herring Records, interprétant une chanson de Penny Rimbaud avec une musique de A-Soma et Sarah Barton)
- Savage Utopia ( Label Babel, 2004, avec Crass Agenda)
- In the Beginning Was the WORD - DVD, performance live de Crass Agenda enregistrée au Progress Bar, Tufnell Park, Londres, 18 novembre 2004 (Gallery gallery Productions @ Le Chaos Factory, 2006)

### En tant que chanteuse invitée
- Hex - Poison Girls (Crass Records, Libertine interprète des « voix supplémentaires » sur « Bremen Song »)
- Nick Nack Paddy Whack - Hit Parade (Crass Records, 1986, Libertine chante sur une chanson, "Pills and Ills")
- Merzbild Schwet - Infirmière avec blessure (United Dairies, 1980, Libertine contribue à « Dadax » avec des « fragments de mots parlés »)
- Nothing Comes To Mind - A-Soma & The Unlightened (Organon, 1999, Libertine chante en plus sur "Vortex of Blades", "Canals of Mars" et "Draps Bruts")